# HD34736
HD34736 — хімічно пекулярна зоря спектрального класу B9, що має видиму зоряну величину в смузі V приблизно  7,8.
Вона  розташована на відстані близько 4726,9 світлових років від Сонця.

## Пекулярний хімічний вміст
Зоряна атмосфера HD34736 має підвищений вміст 
Si
.